# Rösti

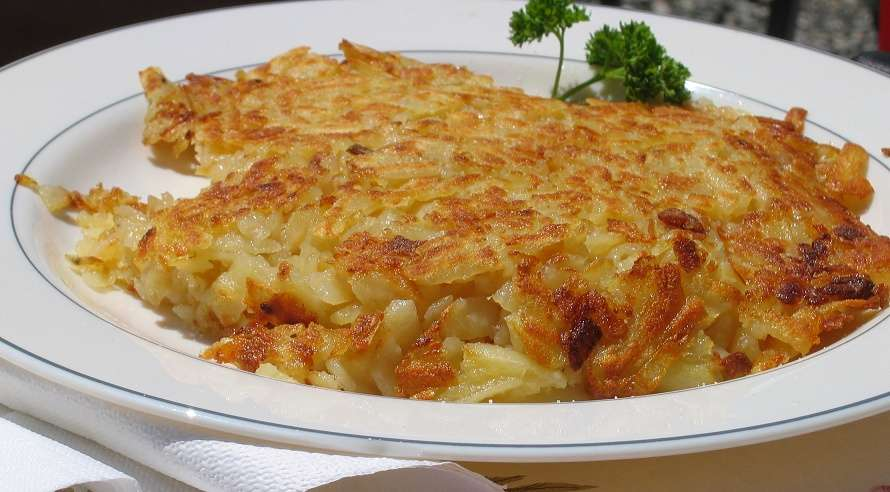
Rösti

Rösti este o mâncare preparată din cartofi fierți și răzuiți la care se adaugă cașcaval sau șuncă după care se prăjește amestecul, mâncarea astfel rezultată având aspectul unei omlete.